# Mahendra del Nepal
Mahendra del Nepal (nepalès: श्री ५ महाराजाधिराज महेन्द्र वीर विक्रम शाहदेव)  (Katmandú, 11 de juny de 1920 - Katmandú, 31 de gener de 1972) va ser el novè rei del Nepal, des del 13 de març de 1955 fins a la seva mort el 1972. Segons el seu metge personal, el doctor Mrigendra Raj Pandey, va morir a causa d'un atac de cor.
Després del cop d'estat de 1960, va establir el sistema Panchayat sense partits que va governar el país durant 28 anys fins a la introducció de la democràcia multipartidista el 1990. Durant el seu regnat, el Nepal va viure un període de canvis industrials, polítics i econòmics que el van obrir a la resta del món per primera vegada després de 104 anys de regnat dels governants Rana, que van mantenir el país sota una política aïllacionista, que va finalitzar el 1951.

## Biografia
El 1955, va succeir al seu pare, Tribhuvan Shah, que havia posat fi a l'hegemonia que la família Rânâ havia tingut al poder durant 150 anys. A diferència del seu pare, Mahendra no era un fervent defensor de la democràcia parlamentària i va prohibir tots els partits de l'oposició als anys 60. Quan va morir el 1972, el va succeir el seu fill gran Birendra.
El seu altre fill, Gyanendra, va ser rei durant uns mesos durant la seva infantesa, de 1950 a 1951, quan Tribhuvan, Mahendra i Birendra van fugir del país per escapar de la família Rânâ. Cinquanta anys més tard, Gyanendra va tornar a ser rei, quan el seu germà Birendra va ser assassinat el 2001.